# Prix Pearl Meister Greengard
Le prix Pearl-Meister-Greengard récompense les femmes scientifiques dans le domaine de la biologie. Créé par Paul Greengard et Ursula von Rydingsvard, il est remis annuellement par l'université Rockefeller.

## Histoire
Le prix est fondé par le Nobel de physiologie, Paul Greengard et sa femme, la sculptrice Ursula von Rydingsvard, en souvenir de Pearl Meister Greengard, mère de Greengard, morte à sa naissance. Greengard commence à financer le prix en 1998, puis fait don de la totalité de son prix Nobel 2000 au fonds qui est lancé en 2004. Le prix est censé mettre un coup de projecteur sur des femmes scientifiques exceptionnelles, car, comme son fondateur, «[les femmes] ne reçoivent pas encore de prix et d'honneurs à la hauteur de leurs réalisations. »
Le prix est doté d'un montant de 100 000 USD.
Deux gagnantes du prix, Carol Greider et Elizabeth Blackburn, recevront ensuite le prix Nobel de physiologie ou médecine, et une troisième, Jennifer Doudna, recevra le prix Nobel de chimie.

## Lauréates
- Nicole Le Douarin (2004)
- Philippa Marrack (2005)
- Mary F. Lyon (2006)

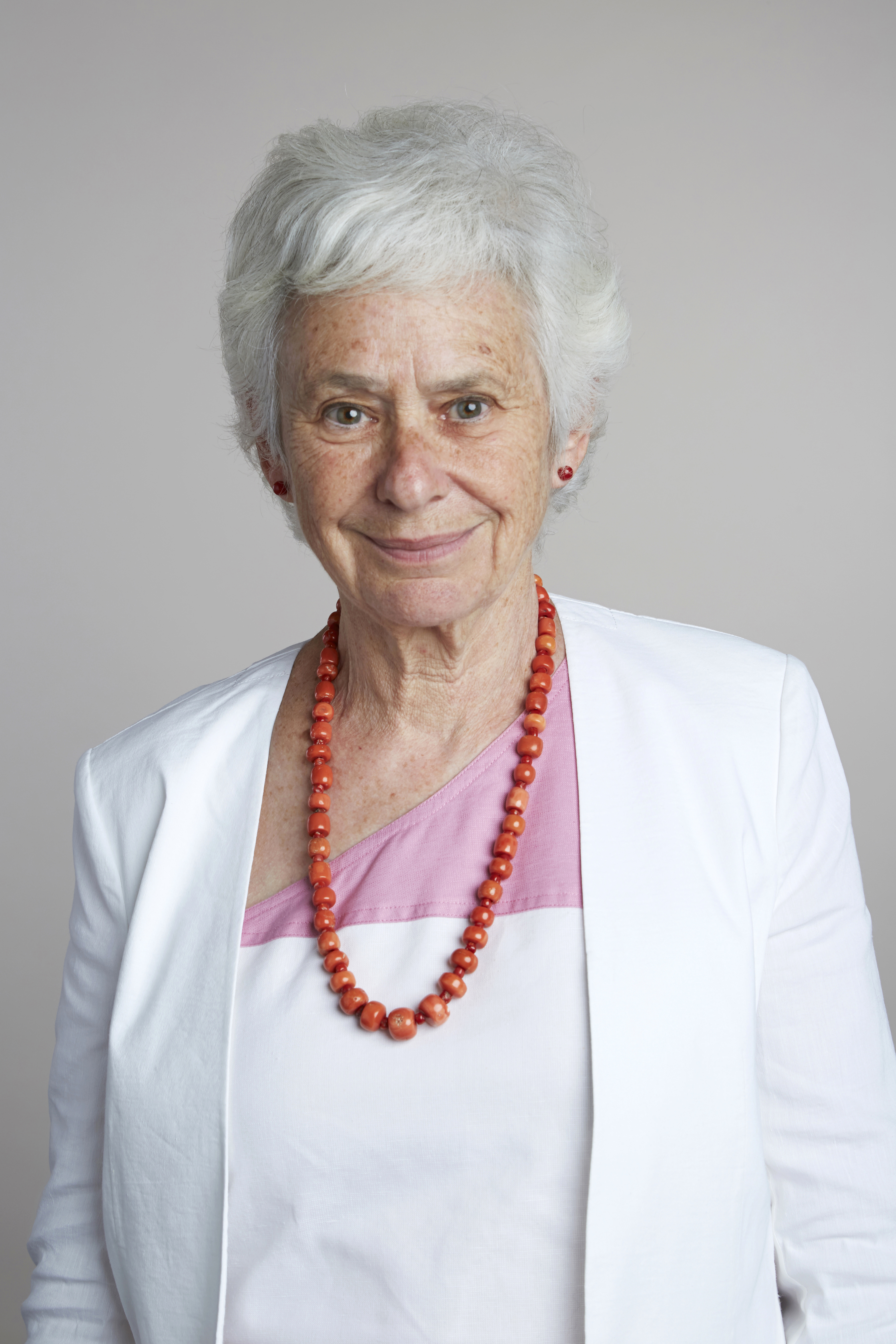
Lauréate du prix 2007, Gail Roberta Martin

- Gail R. Martin (en), Beatrice Mintz, Elizabeth Robertson (2007)
- Elizabeth Blackburn, Carol Greider, Victoria Lundblad (2008)
- Suzanne Cory (2009)
- Janet Rowley et Mary-Claire King (2010)
- Brenda Milner (2011)
- Joan A. Steitz (2012)
- Huda Zoghbi (2013)[5]
- Lucy Shapiro (2014)[6]
- Helen Hobbs (2015)
- Bonnie Bassler (2016)
- JoAnne Stubbe (2017)
- Jennifer Doudna (2018)
- Xiaowei Zhuang (2019)
- Joanne Chory (2020)
- Pamela Bjorkman (2021)
- Katalin Kariko (2022)[7]